# Moerasbasterdwederik
De moerasbasterdwederik (Epilobium palustre) is een eenjarige plant die behoort tot de teunisbloemfamilie (Onagraceae). Het is een plant van natte, matig voedselrijke grond in trilveenmoerassen, rietlanden, duinvalleien en langs beken en sloten. De plant komt van nature voor in Midden-Europa. De soort staat op de Nederlandse Rode lijst van planten als algemeen voorkomend maar sterk afgenomen.
De plant wordt 15-60 cm hoog en heeft draadvormige, ondergrondse, roodachtig gekleurde uitlopers, die in het najaar een knop vormen. Hierdoor plant de moerasbasterwederik zich vegetatief voort. De stengel is rond of heeft twee zwakke lijsten, hij is meestal kaal, maar kan soms bezet zijn met twee rijen gekromde haren of met klierharen. De vrijwel gaafrandige, dofgroene, 2-4 cm lange bladeren zijn minstens vijf maal zo lang als breed en hebben een iets naar beneden omgerolde rand.
De plant onderscheidt zich van de andere basterdwederikken door de smalle en vrijwel gaafrandige bladeren.
De moerasbasterdwederik bloeit in juli en augustus met lichtroze of witachtige bloemen met knotsvormige stempels. De kroonbladen zijn 3-7 mm lang. De bloem is voor de bloei knikkend. De bloeiwijze is een tros.
De vrucht is een met vier kleppen openspringende (dehiscente) doosvrucht. De zaden hebben een doorschijnend aanhangsel met daarbovenop een plukje haren.

## Namen in andere talen
- Duits: Sumpf-Weidenröschen
- Engels: Marsh Willowherb
- Frans: Épilobe des marais